# Illusion of Gaia
Illusion of Gaia (ガイア幻想紀?, Gaia gensōki, letteralmente Cronache dell'illusione di Gaia) è un videogioco action RPG uscito per Super Nintendo Entertainment System il 1º gennaio 1994, e sviluppato da Quintet. Enix pubblicò il gioco in Giappone, e Nintendo lo pubblicò in tutto il mondo. Il gioco fu rititolato Illusion of Time in Europa, e fu distribuito ufficialmente in inglese, francese, spagnolo e tedesco.
La colonna sonora di Illusion of Gaia fu sviluppata da Yasuhiro Kawasaki. L'influente mangaka Moto Hagio ha curato il design dei personaggi. Lo scrittore Mariko Ohara ha lavorato sulla trama.

## Modalità di gioco
Sebbene Illusion of Gaia abbia un grande cast di personaggi, Will, Freedan e Shadow sono gli unici personaggi giocabili nel gioco. Ognuno di essi ha specifiche abilità, e certe aree sono insuperabili senza uno specifico personaggio. I personaggi ottengono le tecniche durante la storia. Le tecniche di Will sono tutte basate sul raggiungimento di nuove aree con eventuali utilizzi anche nel combattimento, mentre le tecniche di Freedan sono più orientate al combattimento. Shadow entra tardi nella trama, ma è così potente che Freedan diventa obsoleto rispetto a lui.
Il combattimento è relativamente semplice. I personaggi condividono la stessa salute e punti di difesa, ma hanno diversi livelli di forza. Freedan, per esempio, infligge molto più danno, e ha un raggio di azione maggiore di Will. Shadow procura ai nemici danni maggiori rispetto a Freedan. Gli attacchi sono principalmente ravvicinati e senza una strategia ben definita, e sono fatti usando il flauto di Will, la spada di Freedan e uno pseudo-arto di Shadow. La barra della salute dei nemici appare quando li si attacca, mostrando una serie di sfere rosse che rappresentano i punti ferita. I boss non possono essere riaffrontati, e i nemici non riappaiono fino a quando Will non perde tutte le sue vite o esce e rientra nell'area.
Illusion of Gaia ha un design generale che è unicamente semplice rispetto agli altri RPG. Il gioco si allontana dai punti esperienza dei tipici RPG; invece, il gioco ha un sistema nuovo per fare avanzare le statistiche del personaggio. Uccidendo tutti i nemici in una stanza, il protagonista guadagna un bonus permanente in forma di gemma. Queste gemme aumentano l'attacco, la difesa o i punti ferita. Sebbene il rientro in un'area faccia riapparire i mostri, le gemme non ricompaiono. Inoltre, quando un nemico è sconfitto, rilascerà una pietra (piccola o grande); raccogliendone cento, si ha la possibilità di ricominciare da un posto più vicino in caso di morte, con tutti i nemici uccisi finora ancora morti.
Nel gioco, non c'è un sistema di equipaggiamento. C'è un solo oggetto che cura le ferite (un'erba curativa), presente solo poche volte durante il gioco. A differenza di altri giochi di questo tipo, le zone precedentemente visitate sono impossibili da rivisitare almeno fino a quando non si raggiunge l'ultima parte del gioco, sebbene le aree dei due terzi del gioco rimangano inaccessibili. L'unica subquest nel gioco, il ritrovamento delle Red Jewel (Gemme Rosse), diventa impossibile da finire se il giocatore non riesce a trovarle tutte in una zona prima di passare alla successiva.
Come molti RPG, il gioco ha solo una modalità di difficoltà. I salvataggi sono effettuabili nei Dark Space, sparsi in tutti i livelli (anche in zone senza nemici, p. es. nelle città). Nei Dark Space Will può anche recuperare le energia perdute, cambiare forma (in Freedan o Shadow) e qualche volta imparare nuove tecniche.

## Storia

### Trama
Illusion of Gaia è ambientato in una versione della Terra più fantasy che storica. Il gioco contiene diversi posti del modo reale, come le rovine Inca, le linee di Nazca, il tempio di Angkor Wat, la Grande muraglia cinese e le piramidi egiziane. Ognuna di queste rovine contiene un pezzo del puzzle finale, svelato in cima alla Torre di Babele.
La storia inizia in un'epoca di esplorazioni (vagamente corrispondente al XVI secolo, Cristoforo Colombo viene citato almeno una volta nel gioco), ed esploratori hanno cominciato a girare il mondo in cerca di antiche rovine e tesori perduti e i secreti contenuti in essi. Molti ritornano a mani vuote, ed altri non fanno più ritorno. Will, il protagonista del gioco, è un sopravvissuto di una spedizione finita male. Aveva accompagnato suo padre, un famoso esploratore, in un viaggio sul mare per scoprire i segreti della Torre di Babele, ma gli esploratori andarono incontro ad un misterioso disastro. In qualche modo Will riesce a tornare nella sua città natale, ma non ricorda come ha fatto.
Quando il gioco comincia, Will inciampa in un Dark Space (Spazio Oscuro), dove incontra uno strano essere di nome Gaia. Gaia dice a Will di abbandonare la sua casa e salvare il mondo da una forza maligna che si sta avvicinando. Una cometa si sta avvicinando alla Terra, portando un destino perfido con sé. Nel suo viaggio, Will acquisisce l'abilità di trasformarsi in altre forme, ognuna con specifici poteri: Freedan, un cavaliere oscuro, e Shadow, una forma solida di energia.
Si svela più avanti nel gioco che la cometa è in effetti un'antica arma usata durante l'ultima Blazer War (Guerra dei Blazer), e ha il potere di cambiare la forma del mondo. Nelle rovine di Angkor Wat, si scopre che il gioco in effetti si svolge nell'era moderna, ma la luce della cometa ha riportato il tempo indietro fino all'epoca delle esplorazioni.
Will e i suoi amici attraversano il mondo e collezionano oggetti conosciuti come Mystic Statues (Statue mistiche). Alla fine, Will e Kara raggiungono la Torre di Babele, dove si scoprirà che Will è il Dark Knight (Cavaliere Oscuro), mentre Kara è la Light Knight (Cavaliera Luminosa). I due si uniscono per formare Shadow e usano le statue mistiche per ottenere il potere finale, chiamato firebird (uccello di fuoco).
Attaccando direttamente la cometa, che presto si manifesta come Dark Gaia (Gaia Oscura), Will e Kara riescono a distruggere il suo potere, facendo ritornare normale il mondo. Gli spiriti dei genitori di Will li informano che il mondo ritornerà normale e che nessuno ricorderà nulla dell'avventura. Rattristati da questa notizia, Will e Kara si uniscono per l'ultima volta e, sotto forma di Shadow, ritornano sulla Terra.
La scena finale è ambigua. Tutti gli amici di Will sono raffigurati in quella che sembra una scuola moderna, il che implica che anche se hanno dimenticato il loro tempo insieme, rimarranno amici nel mondo "reale".

### Personaggi
Illusion of Gaia ha un solo personaggio giocabile in ogni momento - Will o i suoi alter ego Freedan e Shadow. Comunque, un grande gruppo di personaggi non giocabili accompagna Will da regione a regione. Nel gruppo ci sono i compagni di classe e amici di Will che sono conosciuti collettivamente come la gang della costa:
- Lance, un ragazzo avventuroso il cui padre si perse nell'incidente marino in cui è sopravvissuto Will
- Seth, un ragazzo studioso e con gli occhiali con una situazione difficile a casa
- Erik, un ragazzo ingenuo che sembra più giovane degli altri, ma è coraggioso

Gli altri personaggi che accompagnano Will sono
- Kara, una principessa viziata che scappa dai suoi genitori sempre più crudeli insieme al suo maialino da compagnia Hamlet
- Lilly, un membro della misteriosa tribù Itory che ha il potere di trasformarsi in una pianta
- Neil, un brillante inventore che ha inventato il telescopio, la fotografia, l'aeroplano e molte altre cose

Will e i suoi amici affrontano molti nemici nel loro viaggio per scoprire i segreti della Torre di Babele, sia quelli che proteggono le informazioni per svelare il mistero della Torre, sia quelli che cercano il suo potere per i loro scopi. Alcuni potenti demoni sono a guardia dei tesori inestimabili delle civiltà perdute, mentre Re Edward e sua moglie la regina Edwina, umani ma desiderosi di potere, contattano Jackal (lo Sciacallo), un assassino, per pedinare Will e Kara lungo il loro viaggio. I genitori di Neil sono a capo della compagnia Rolek, che è la forza trainante del commercio degli schiavi. Più avanti si svela che i genitori di Neil erano stati rimpiazzati da membri della Moon Tribe (Tribù della Luna). La stessa tribù viene incontrata più volte durante il viaggio, essendo ombre viventi che hanno perso la loro forma corporea dopo essere stati esposti alla luce della cometa. Gli altri incontri di Will includono Sam, uno schiavo che lo aiuta a fare tornare indietro la memoria a Lance, e i suoi nonni, Lola e Bill.

### Città
- South Cape: è la città di molti aspiranti avventurieri. I bambini di South Cape si divertono giocando dopo la scuola. Quando i demoni cominciano ad aumentare, South Cape diventa popolare per i venditori di armi e indovini. Il castello di re Edward si trova appena a nord di South Cape. La città è apparentemente modellata nello stile dell'Inghilterra vittoriana.
- Itory: è un villaggio nascosto dei discendenti degli Inca. La gente di Itory ha spesso dei poteri speciali. La madre di Will, Shira, era originaria di Itory; ella aveva un potere inusualmente forte che usava per creare barriere per nascondere il villaggio dagli stranieri. In qualche modo, Olman fu capace di passare attraverso la barriera e incontrò Shira, e i due si innamorarono. Le forze della natura sembrano avere un potere speciale a Itory - per esempio, il vecchio del villaggio dipende dalla protezione degli spiriti dei fiori per restare in vita. Bill e Lola scapparono da questo villaggio dopo essere stati attaccati dagli uomini di re Edward. Il tipo di abitazioni, il culto della terra, il misticismo degli abitanti e, soprattutto, la presenza di un totem, fanno pensare ad un villaggio di una civiltà precolombiana.
- Freejia: nota come la città dei fiori, Freejia è bellissima e prosperosa. Il suo nome potrebbe essere ricavato dalla freesia, un fiore nativo dell'Africa. Sebbene abbia un attrattivo aspetto esteriore, questa città ha un tremendo segreto: dei venditori di schiavi abitano nelle vie più interne. Freejia è una destinazione finale del commercio globale degli schiavi, e molti finiscono ai lavori massacranti nella vicina miniera di diamanti. Mentre ci sono cittadini di Freejia sensibili alle suppliche degli schiavi, pochi schiavi riescono a scappare con successo. La vicinanza di miniere di diamanti, il dominio di uomini con capelli biondi e occhi azzurri e la schiavitù di gente dalla pelle scura fa pensare al Sudafrica ai tempi dell'apartheid.
- Angel Village: è una rete di caverne che fanno da casa agli Angeli - i discendenti della gente di Mu, che furono mutati dalla luce della cometa. L'esposizione alla luce del sole è potenzialmente fatale per loro, e sebbene non possano provare emozioni, sentono molto la mancanza dei sentimenti. Un pittore magico di nome Ishtar apparve nel villaggio e cominciò a dipingere ritratti di angeli. I ritratti di Ishtar consumano chi ha fatto da modello per essi, ma siccome egli poteva dipingere gli angeli con delle emozioni, essi gareggiavano per essere ritratti non curanti del rischio.
- Watermia: è una città costruita su un grande lago; tutte le case sono costruite su zattere. Appena arrivati, Will e i suoi amici fanno notare che spesso le città belle nascondono lati oscuri: Watermia è indulgente verso il gioco d'azzardo, compreso il gioco potenzialmente fatale del Russian Glass (una sorta di roulette russa fatta con bicchieri, di cui uno contenente una bevanda letale). Il padre di Lance si trova ricoverato in questa città dopo essere scappato dalla Torre di Babele, comunque, come Will, ha perso la memoria. La vicinanza di Watermia con la Grande muraglia cinese e le case sulle zattere fanno pensare ad un'ambientazione del sud-est asiatico.
- Euro: è la più grande e la più ricca città del mondo. La prosperità della città è dovuta alla compagnia di commercio Rolek. La Rolek consegna approvvigionamenti in tutto il mondo, ma c'è un oscuro segreto dietro il successo della compagnia. La Rolek è solamente una facciata per coprire il commercio degli schiavi, ed Euro è il cuore di questo commercio.
- Native Village: è un villaggio in mezzo alla giungla abitato da nativi dell'Asia. qualche volta essi trascorrono le giornate cacciando e lasciano il villaggio deserto. Recentemente, una malattia si è sparsa sull'Asia tramutando le persone infette in pietra. Questo ha causato la carestia, portando alcuni nativi a vendersi come schiavi. Altri resistono, combattendo disperatamente per la sopravvivenza. Sebbene la sua prossimità con Ankor Wat sembra suggerire che il villaggio sia in Cambogia, l'aspetto dei nativi, i loro vestiti e le loro case sono tutte reminiscenze delle tribù africane.
- Dao: è un'oasi immersa in una continua tempesta di sabbia. È una delle principali città esportatrici di schiavi; alcuni schiavi sono costretti a tessere tappeti per 40 anni. Il deserto, l'architettura e la vicinanza con la piramide fa pensare all'Egitto.
- Mondo moderno: alla fine del gioco, la sequenza iniziale nella quale Will e i suoi amici frequentano la scuola è ripetuta in un ambiente moderno. Il corridoio scolastico si rifà ai licei giapponesi.

### Rovine
- Picchi di Larai (Larai Cliff): sono basati sulle rovine inca di Machu Pichu. Gli Inca non avevano un linguaggio scritto, ma si dice che abbiano lasciato la loro eredità nelle canzoni. Perciò molti dei puzzle dei Picchi di Larai si basano sulla musica. Molti esploratori sono entrati per i tesori perduti degli Inca, specialmente la Nave d'Oro (Gold Ship), ma tutti hanno fallito fino ad ora. Castoth è a guardia dell'entrata del porto della Nave d'Oro.
- Nazca: nel gioco, la piana di Nazca è diversa da quella reale. Nel gioco, le pianure di Nazca sono un'antica mappa delle costellazioni, usando delle rocce per indicare le stelle. C'è una mattonella segreta sotterrata nella sabbia che corrisponde alla posizione della cometa nel cielo che trasporta Will al Giardino Celeste.
- Giardino Celeste (Sky Garden): la Tribu della Luna (Moon Tribe) chiama il Giardino Celeste il proprio "mezzo di trasporto". La relazione tra Nazca e lo Giardino Celeste allude a una teoria presa da un libro di Erich von Däniken, Chariot of the Gods, che suggerisce che le linee di Nazca siano strisce di atterraggio per antichi veicoli spaziali. Visivamente, lo stile del Giardino Celeste è ispirato all'architettura babilonese, suggerisce che l'area sia ispirata ai Giardini pensili di Babilonia. Il giocatore può saltare dai bordi del Giardino Celetste ed entrare in un mondo a testa in giù. Questo è il fondo del Giardino Celeste, un perfetto specchio virtuale della sezione di sopra. Raccogliendo quattro sfere di cristallo dal labirinto il giocatore può scontrarsi con Viper per ottenere una statua mistica.
- Mu: è basato sulla letteratura di James Churchward sul continente Mu. Statue simili a dei moai suggeriscono che anche l'Isola di Pasqua ha ispirato questa ambientazione. La versione giapponese contiene un riferimento al libro Mu, il continente perduto di James Churchward, dove il re di Mu è chiamato Ra-Mu (nella versione europea Ra-Mu è chiamato Rama). Lo spirito di Ra-Mu/Rama possiede la terza statua mistica. Will e i suoi amici lasciano Mu attraverso un tunnel sottomarino, lungo migliaia di miglia, che la gente di Mu usò per fuggire dalla caduta della loro civiltà. Il tunnel conduce al continente euroasiatico.
- Grande muraglia cinese: è un grande muro che attraversa il deserto vicino Watermia. Attraverso gli anni, è diventato covo di serpenti e demoni infuocati. I soldati stessi si sono trasformati in demoni. Si dice che la Grande Muraglia sia la tana di un mostruoso centipede, i cui fluidi vitali hanno il potere di curare qualsiasi malattia.
- Angor Wat: è un tempio dimenticato nel mezo della giungla, ripieno di insetti e demoni. Questa è la più grande rovina del gioco, e la più difficile da esplorare. È ovviamente basata sul tempio di Angkor Wat in Cambogia. È anche l'unica rovina senza una statua mistica. Nel centro del tempio, Will incontra uno spirito antico che gli fa intravedere il nuovo mondo. Will è disgustato dal "mondo grigio" di costruzioni e automobili con pochi alberi e fiumi. Appena lo spirito svanisce, compare il Gorgon Flower.
- La Piramide: è la tomba degli antichi Egizi, piena di geroglifici, pitture sui muri a pericolose trappole, Will acquisisce la possibilità di trasformarsi in Shadow per potere esplorare tutta la zona. Olman aveva scritto una guida sulla piramide e sul puzzle che apre la camera della Mummy Queen (la Mummia Regina). Questa è ovviamente una generica piramide dell'Egitto. Il boss della piramide, la Mummia Regina, sembra essere modellata su Cleopatra.
- Torre di Babele: è situata in un'isola al centro della mappa del mondo. Ci si può arrivare solo dal mare o dall'aria. È basata sulla Torre di Babele descritta nel libro della Genesi nella Bibbia. La torre è piena di spiriti che danno i loro insegnamenti a chiunque li ascolti. Il padre di Will e il confronto finale aspettano nella parte alta della torre, ma per arrivarci, Will dovrà riaffrontare tutti i demoni che ha sconfitto nel suo lungo viaggio. Insieme allo Sky Graden, è l'unica rovina che non esiste nel mondo reale, sebbene la sequenza finale del gioco suggerisce che i grattacieli dei giorni moderni sono i successori spirituali della torre.

## Differenze nelle versioni
Assecondando le politiche censorie di Nintendo of America all'epoca della pubblicazione del gioco, vennero fatti diversi cambiamenti per rendere meno oscuri alcuni elementi del gioco. Il più importante lo si ha con la tribù di primitivi che i protagonisti incontrano vicino ad Angkor Wat: nella versione giapponese i nativi sono diventati cannibali per sopravvivere, e i resti degli scheletri sono sparsi per tutto il villaggio.
Inoltre, sono stati cambiati o completamente rimossi molti riferimenti religiosi. Inizialmente la scuola di Will era una scuola domenicale gestita da un prete e tenuta in una chiesa cristiana; la versione americana identifica l'edificio come una scuola e rimpiazza la croce con una statua. Nella versione giapponese, se si parla col prete, egli comincia a fare pregare Will, mentre nella versione americana l'insegnante fa recitare una poesia. Un errore di traduzione in una sequenza verso la metà del gioco suggerisce che la coscienza di Seth sia stata assorbita da un mostro marino di nome Riverson, mentre la versione giapponese spiega che è stato trasformato in un leviatano. Una frase della parte finale del gioco, nel quale Will e Kara, vedendo la Terra dallo spazio, commentano dicendo che questo è come dovrebbe essere sentirsi come un dio, è stata rimossa.
Un cambio notevole nello stesso gameplay si ha con il boss dello Sky Garden, diverso nella versione americana rispetto a quella giapponese. In quest'ultima, il boss è semplicemente un uccello gigante, mentre nella versione americana, il boss è una statua babilonese alata con gli artigli. Sembra che il boss della versione americana sia quello originario, e in linea con l'idea che lo Sky Garden fosse in origine i giardini pensili di Babilonia; gli sviluppatori hanno usato il porting del gioco per "sistemare" il boss, in quanto non erano soddisfatti della versione giapponese.
In Europa, il gioco è stato pubblicato in inglese, tedesco, francese e spagnolo. Di queste, solo la versione francese aveva cambiamenti significativi, aggiungendo nuovi riferimenti a persone esistenti o miri, come Edgar Degas, Franz Kafka, Crisaore e Nosferatu.

## Merchandise
Nintendo ha pubblicato un bundle pack in USA che, fino a esaurimento scorte, includeva una t-shirt a taglia unica, con raffigurato il logo, Freedan e Shadow. Essendo pubblicato da Nintendo, il gioco ha ricevuto attenzioni speciali nella rivista Nintendo Power, e dell'oggettistica extra è stata venduta nel catalogo Super Power Supplies per gli iscritti.